# Championnat d'Autriche de football 1964-1965
Navigation
Saison précédente Saison suivante
La saison 1964-1965 du Championnat d'Autriche de football était la 54e édition du championnat de première division en Autriche. La Staatsliga A regroupe les 14 meilleurs clubs du pays au sein d'une poule unique où ils s'affrontent deux fois au cours de la saison, à domicile et à l'extérieur. À la fin de la saison, les 3 derniers du classement sont relégués et remplacés par les 3 meilleurs clubs de Regionalliga.
Événement historique puisque c'est un club non-viennois qui devient champion d'Autriche. Le Linzer ASK remporte le championnat en terminant en tête du classement final, avec un seul point d'avance sur un duo composé du tenant du titre, le SK Rapid Vienne et du SK Admira Vienne Energie. C'est le tout premier titre de champion d'Autriche de l'histoire du club, qui réussit même le doublé en battant le 1. Wiener Neustädter SC en finale de la Coupe d'Autriche.

## Les 14 clubs participants
| - Wiener Sport-Club - SK Rapid Vienne - Kapfenberger SV - First Vienna FC - SK Sturm Graz - Promu de Regionalliga - Wacker AC - Promu de Regionalliga - Wiener AC | - Linzer ASK - Wacker Innsbruck - Promu de Regionalliga - SK Admira Vienne Energie - FK Austria Vienne - Grazer AK - 1. Schwechater SC - 1. Wiener Neustädter SC |

## Compétition

### Classement
Le barème utilisé pour établir le classement est le suivant :
- Victoire : 2 points
- Match nul : 1 point
- Défaite : 0 point

| Rang | Équipe                   | Pts | J  | G  | N  | P  | Bp | Bc | Diff |
| ---- | ------------------------ | --- | -- | -- | -- | -- | -- | -- | ---- |
| 1    | Linzer ASK C             | 36  | 26 | 14 | 8  | 4  | 49 | 29 | +20  |
| 2    | SK Rapid Vienne T        | 35  | 26 | 14 | 7  | 5  | 42 | 21 | +21  |
| 3    | SK Admira Vienne Energie | 35  | 26 | 14 | 7  | 5  | 52 | 28 | +24  |
| 4    | Wiener Sport-Club        | 33  | 26 | 15 | 3  | 8  | 54 | 36 | +18  |
| 5    | First Vienna FC          | 30  | 26 | 12 | 6  | 8  | 51 | 36 | +15  |
| 6    | 1. Schwechater SC        | 29  | 26 | 10 | 9  | 7  | 27 | 28 | -1   |
| 7    | FK Austria Vienne        | 28  | 26 | 9  | 10 | 7  | 29 | 28 | +1   |
| 8    | Wacker Innsbruck P       | 26  | 26 | 8  | 10 | 8  | 29 | 23 | +6   |
| 9    | 1. Wiener Neustädter SC  | 23  | 26 | 8  | 7  | 11 | 31 | 32 | -1   |
| 10   | Grazer AK                | 20  | 26 | 6  | 8  | 12 | 28 | 48 | -20  |
| 11   | Kapfenberger SV          | 20  | 26 | 5  | 10 | 11 | 25 | 45 | -20  |
| 12   | SK Sturm Graz P          | 19  | 26 | 7  | 5  | 14 | 29 | 40 | -11  |
| 13   | Wiener AC                | 15  | 26 | 5  | 5  | 16 | 31 | 54 | -23  |
| 14   | Wacker AC P              | 15  | 26 | 4  | 7  | 15 | 27 | 56 | -29  |

|  | Qualification pour la Coupe des clubs champions 1965-1966                    |
|  | Qualification pour la Coupe des Coupes 1965-1966                             |
|  | Qualification pour la Coupe des villes de foires 1965-1966                   |
|  | Relégation directe en Regionalliga                                           |
|  | T Tenant du titre C Vainqueur de la Coupe d'Autriche P Promu de Regionalliga |

## Bilan de la saison
| Championnat d'Autriche de football 1964-1965 |                         |
| Champion                                     | Linzer ASK (1er titre)  |
| Coupes et trophées                           |                         |
| Vainqueur de la Coupe d'Autriche 1964-1965   | Linzer ASK              |
| Qualifications continentales                 |                         |
| Coupe d'Europe des clubs champions 1965-1966 | Linzer ASK              |
| Coupe des Coupes 1965-1966                   | 1. Wiener Neustädter SC |
| Coupe des villes de foires 1965-1966         | Wiener Sport-Club       |
| Promotions et relégations                    |                         |
| Promus en Staatsliga A                       | SK Austria Klagenfurt   |
| Promus en Staatsliga A                       | 1. Simmeringer SC       |
| Promus en Staatsliga A                       | SV Austria Salzbourg    |
| Relégués en Regionalliga                     | SK Sturm Graz           |
| Relégués en Regionalliga                     | Wiener AC               |
| Relégués en Regionalliga                     | Wacker AC               |